# بطولة باوليستا 1938
بطولة باوليستا 1938 هو موسم من بطولة باوليستا. كان عدد الأندية المشاركة فيه 12، وفاز فيه نادي كورينثيانز.